# 441 (tal)
441 är det naturliga talet som följer 440 och som följs av 442.

## Inom vetenskapen
- 441 Bathilde, en asteroid.

## Inom matematiken
- 441 är ett udda tal.
- 441 är ett centrerat oktogontal.[1]
- 441 är ett harshadtal.
- 441 är ett tetradekagontal.
- 441 är ett palindromtal i det kvarternära talsystemet.